# Ferrari America
Unter der Sammelbezeichnung Ferrari America bzw. Superamerica werden verschiedene Sportwagen des italienischen Herstellers Ferrari zusammengefasst, die in den 1950er- und 1960er-Jahren entstanden und in dieser Zeit die teuersten und stärksten Modelle des Unternehmens waren. Sie waren in erster Linie für den nordamerikanischen Markt gedacht und hatten jedenfalls in den ersten Jahren individuelle, nach Kundenwünschen erstellte Karosserien.

## Entstehungsgeschichte

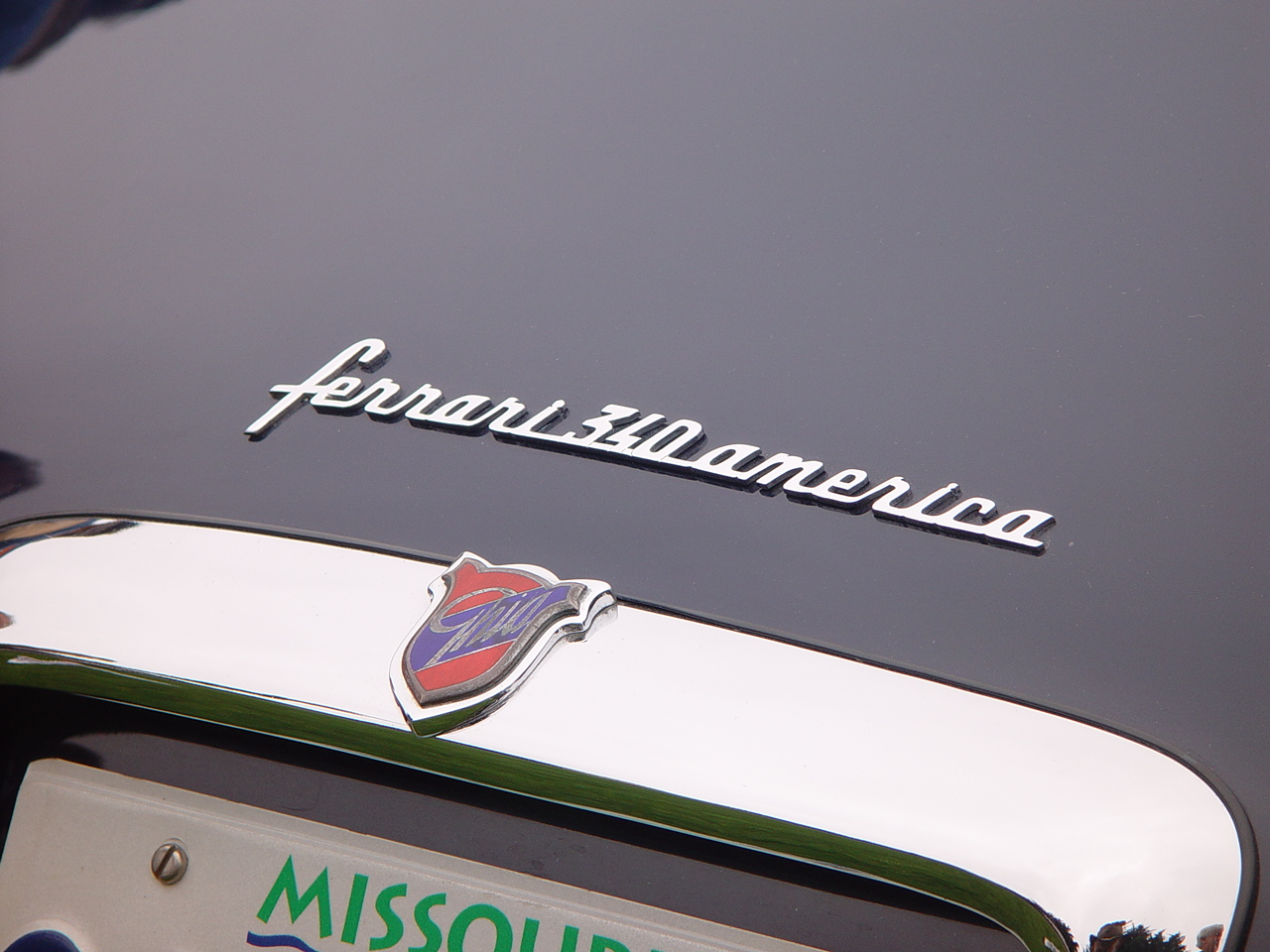
Schriftzug eines Ferrari 340 America

Das Modeneser Unternehmen Ferrari hat seine Wurzeln im Rennsport (Scuderia Ferrari). Nach dem Ende des Zweiten Weltkriegs begann Ferrari ähnlich wie Maserati schrittweise mit dem Bau von Straßensportwagen. Die ersten Modelle waren der 166, der 195 und der 212, die allerdings nur in wenigen Exemplaren verkauft wurden. Übereinstimmendes Merkmal dieser Fahrzeuge war ein von Gioacchino Colombo konzipierter Zwölfzylindermotor, der im Laufe der Jahre mit Hubräumen von 2,0 bis 3,0 Litern angeboten wurde. Er wird im Hinblick auf seine Baulänge vielfach als Short Block bezeichnet. 
Diese Modelle und ihre Nachfolger der 250- und 330-Reihen waren vor allem bei europäischen Kunden erfolgreich. Auf dem nordamerikanischen Markt hingegen stießen die Autos mit ihren kleinen, hochgezüchteten Motoren kaum auf Interesse; hier waren in erster Linie große, hubraumstarke Motoren gefragt. Um die Marke in den USA zu etablieren, stellte Ferrari den kleinen Straßensportwagen ab 1951 eine Reihe von Coupés und Cabriolets zur Seite, die von den größeren und viel stärkeren Long-Block-Motoren von Aurelio Lampredi angetrieben wurden. Diese Triebwerke waren von einem Rennsportmotor abgeleitet. Die so ausgestatteten Straßenfahrzeuge waren die teuersten Ferrari-Modelle; sie galten als besondere Prestigeobjekte. Um ihre primäre Bestimmung zu dokumentieren, erhielten sie die Namenszusätze America bzw. Superamerica. In den 1950er-Jahren entstanden vier Auflagen der America-Reihe, bei denen Ferrari das Konzept schrittweise weiterentwickelte. Der Hubraum des Lampredi-Motors stieg dabei von anfänglich 4,1 Liter auf zuletzt 5,0 Liter. Erst im 410 Superamerica kam der Lampredi-Motor nicht mehr zum Einsatz. Im weiteren Sinne gehören auch der 500 Superfast und der 365 California Spyder in diese Reihe. Sie nahmen eine ähnliche Stellung in der Ferrari-Modellpalette ein, führten allerdings nicht die Begriffe America bzw. Superamerica im Namen. Eine Sonderrolle hat der Ferrari 330 GT America inne.

## Der Lampredi-Zwölfzylinder (Long Block)

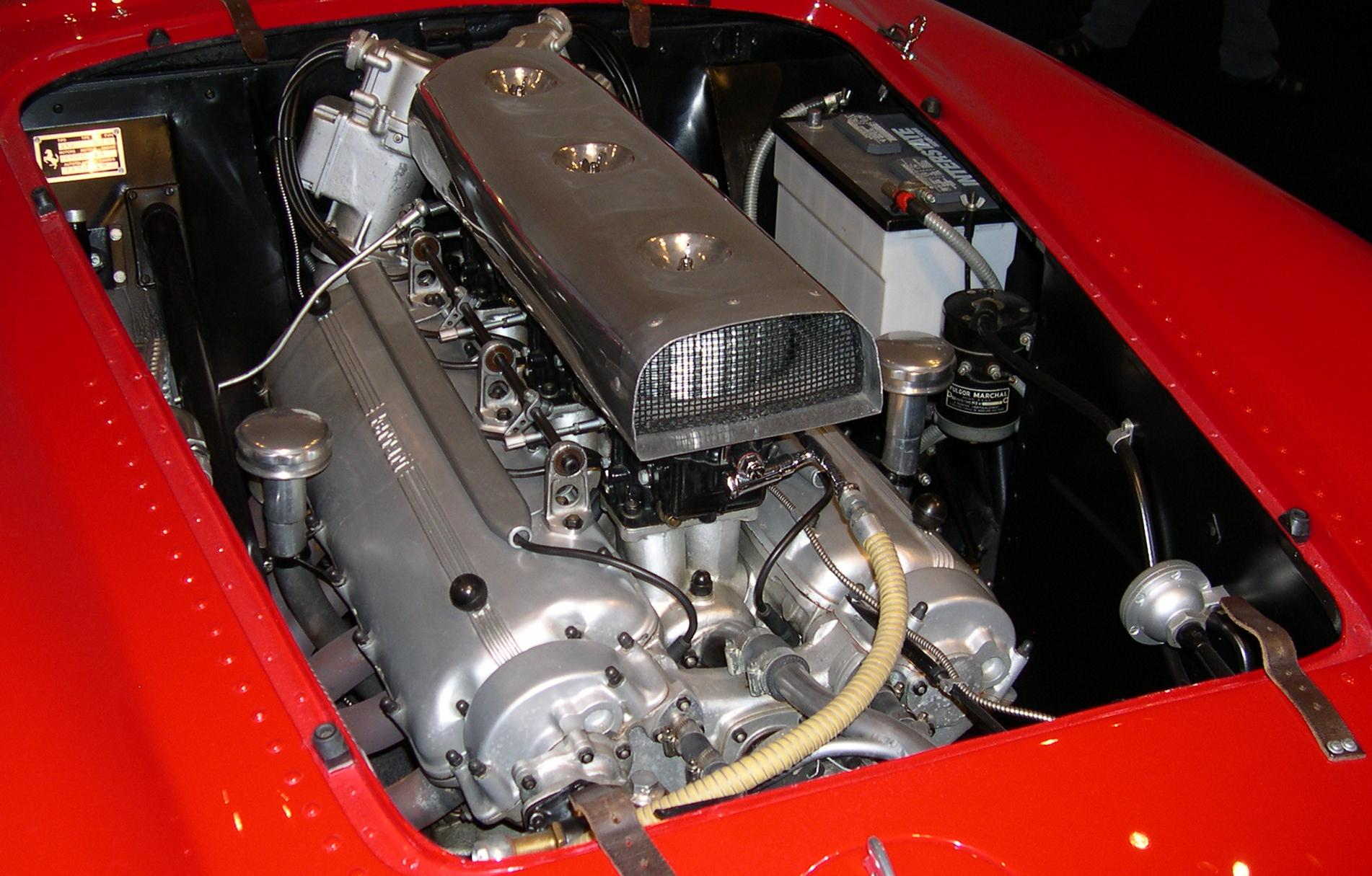
Der Lampredi-Motor in einem Ferrari 375 (1954)

Aurelio Lampredis Long-Block-Motor wurde ursprünglich für den Motorsport konzipiert. Er basiert auf der kurzen Konstruktion von Gioacchino Colombo, unterscheidet sich von ihm aber durch einen größeren Zylinderabstand. Sie ermöglichen größere Bohrungen, sodass insgesamt ein deutlich größerer Hubraum erreicht werden kann.
Der Lampredi-Motor erschien mit einem Hubraum von 3,3 Litern (3322 cm³) erstmals im Herbst 1950 in dem Formel-1-Rennwagen Ferrari 275F1, um dann in der Saison 1951 mit 4,1 und später 4,5 Litern Hubraum im 340F1 und 375F1 gegen den Alfa Romeo 158 „Alfetta“ anzutreten. Andere Versionen des Lampredi-Motors kamen bei Rennen in Indianapolis zum Einsatz.
1951 entwickelte Lampredi aus diesen Rennsportmotoren eine straßentaugliche Version, die in die für Nordamerika bestimmte Linie von Ferraris Straßensportwagen eingebaut wurde. Mit 4,1 Litern Hubraum kam sie im 340 America und im 342 America zum Einsatz. Die 4,5–Liter-Version erschien im 375 America, und die größte Ausbaustufe mit annähernd 5,0 Litern Hubraum trieb den 410 Superamerica an. Erst mit dem 400 Superamerica wandte sich Ferrari in diesem Segment von den reinen Lampredi-Motoren ab.

## Die Modelle der ursprünglichen America-Familie

### 340 America

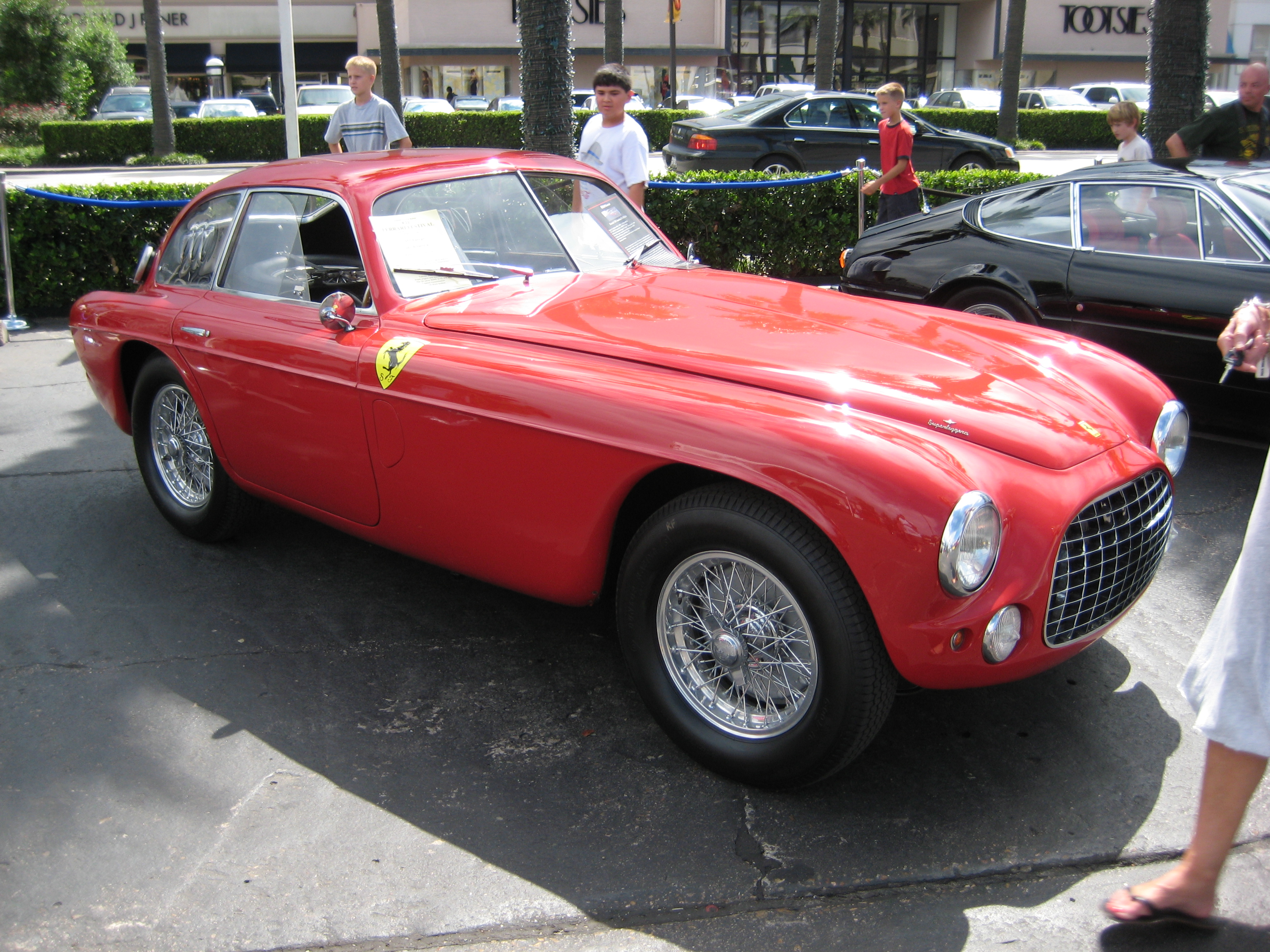
Ferrari 340 America mit Touring-Karosserie

Das erste Straßenmodell der America-Reihe ist der 1951 vorgestellte 340 America, der bis 1952 verkauft wurde. Er hat einen 4101 cm³ großen V12-Motor (Bohrung × Hub: 70 × 68 mm), der mit drei Weber 40DCF-Doppelvergasern ausgestattet ist. Das Verdichtungsverhältnis liegt bei 8:1. Späte Exemplare erhielten statt der Nass- eine Trockensumpfschmierung. Die Motorleistung beträgt 162 kW (220 PS) bei 6000/min. Er ist damit deutlich stärker als der Colombo-Zwölfzylinder des zeitgleich angeboten 212, der 118 kW (160 PS) leistet. Das Chassis entspricht technisch dem des 212, allerdings ist der Radstand des 340 America auf 2420 mm verkürzt. Das handgeschaltete Fünfganggetriebe ist nicht synchronisiert. 1951 und 1952 entstanden insgesamt 23 Fahrzeuge vom Typ 340 America, von denen einige auch im Rennsport erfolgreich waren. Zu der Reihe gehören
- elf Autos mit Vignale-Karosserien (fünf Coupés und sechs Barchettas)
- sieben Autos mit Touring-Karosserien
- fünf Autos mit Aufbauten von Ghia.

### 342 America

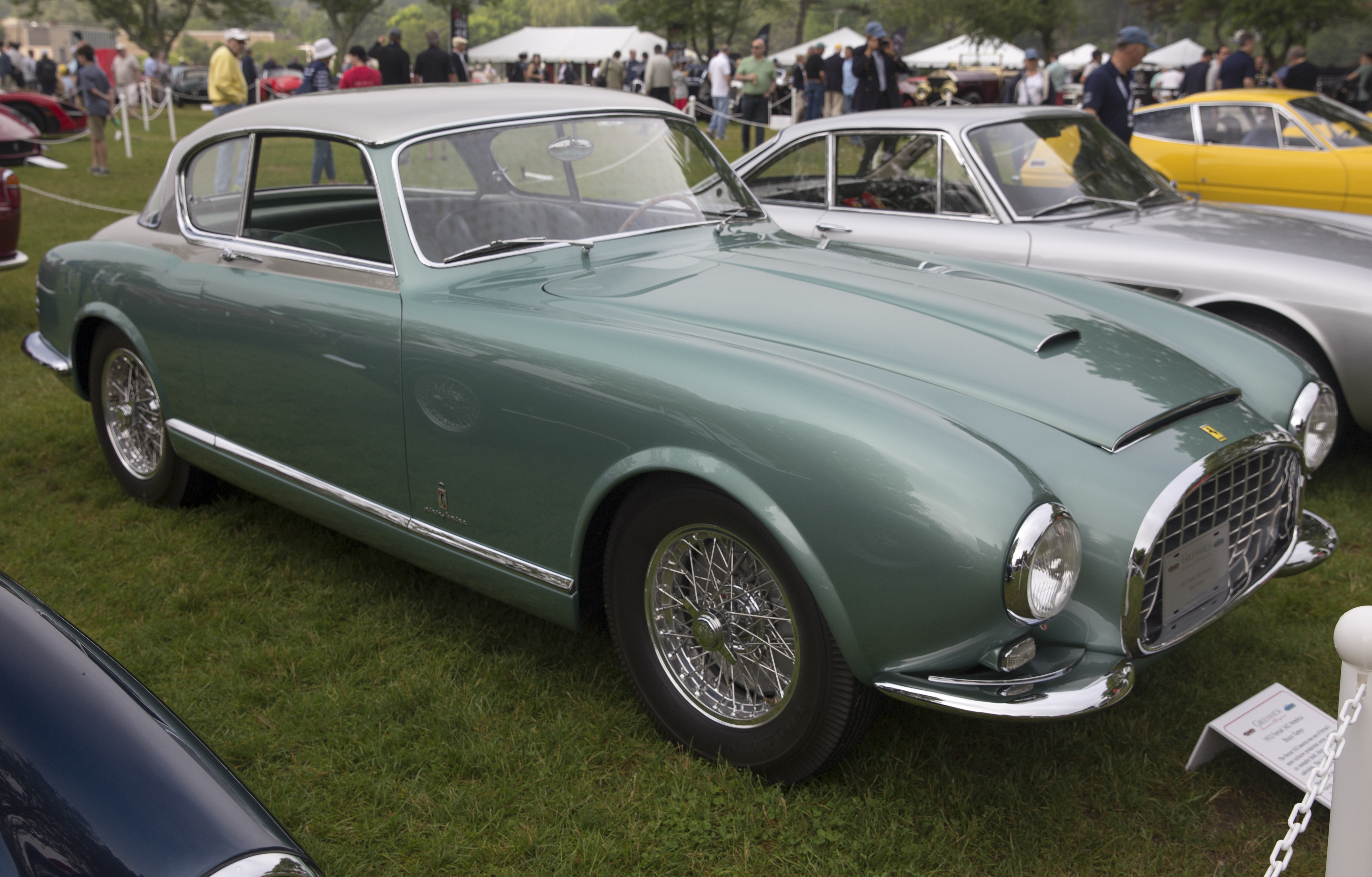
Ferrari 342 Pininfarina Coupé

1952 erschien der 342 America, der den 340 America ergänzte. Er kombiniert den 4,1 Liter großen Lampredi-Zwölfzylindermotor des 340 America mit einem längeren Fahrgestell, dessen Radstand mit 2650 mm noch über dem des 212 Inter liegt. Ferrari verstand den 342 America als luxuriösen Tourenwagen. Deshalb war die Motorleistung auf 200 PS reduziert; außerdem erhielten die 342 America voll synchronisierte Vierganggetriebe. Die 342 America waren mehr als 300 kg schwerer als die 340-Modelle und hatten betont elegante Aufbauten. Insgesamt entstanden nur sechs Exemplare des sehr teuren Modells. Pininfarina gestaltete drei Coupés und zwei Cabriolets; hinzu kam ein Cabriolet von Vignale. Eines der Pininfarina-Cabrios ging an das belgische Königshaus.

### 375 America

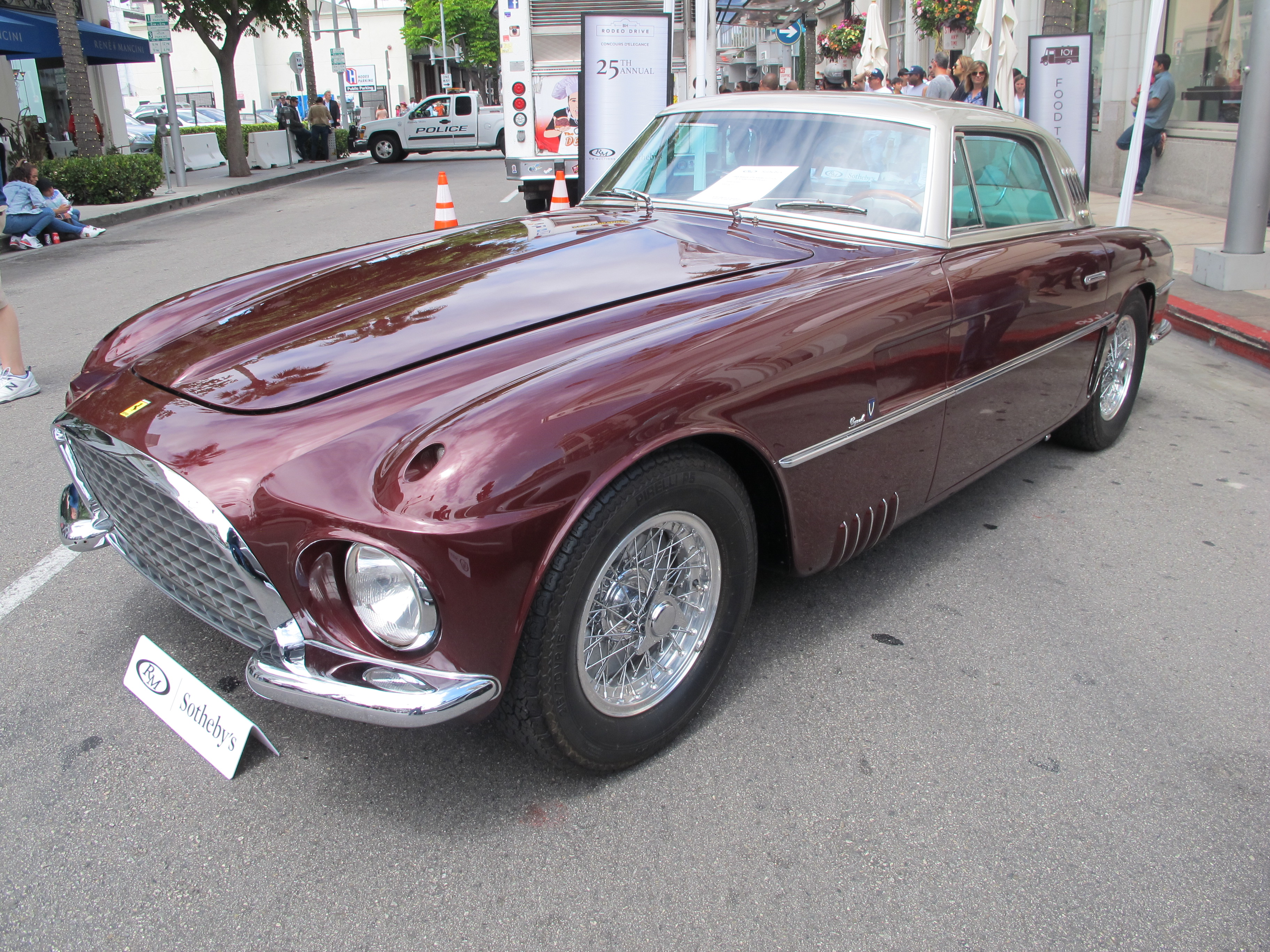
Ferrari 375 America mit Vignale-Karosserie

Auf dem Pariser Autosalon im Oktober 1953 stellte Ferrari den 375 America vor, der den 340 und 342 America gleichermaßen ersetzte.
Der 375 America wird von einer auf 4523 cm³ (Bohrung × Hub: 84 × 68 mm) vergrößerten Version des Lampredi-Long-Block-Motors (Tipo 104) angetrieben. Mit drei Weber-40DCF-Doppelvergasern und einem Verdichtungsverhältnis von 8:1 leistet der Motor 221 kW (300 PS) bei 6300/min. Das Chassis entspricht technisch dem des 250 Europa, hat aber einen auf 2800 mm verlängerten Radstand. Bis zum Erscheinen des 612 Scaglietti im Jahr 2004 war der 375 America damit der Ferrari mit dem längsten Radstand. Der 375 America erreichte eine Höchstgeschwindigkeit von 250 km/h.
Bis 1954 entstanden 12 Exemplare. Vignale baute drei Cabriolet- und eine Coupé-Karosserie; die übrigen acht Fahrzeuge erhielten einen Coupé-Aufbau von Pininfarina. Sieben von ihnen waren mehr oder weniger identisch; das letzte Pininfarina-Auto, das an Giovanni Agnelli geliefert wurde, hatte dagegen eine eigenständige Karosserie mit vorderer Panoramascheibe.

### 410 Superamerica

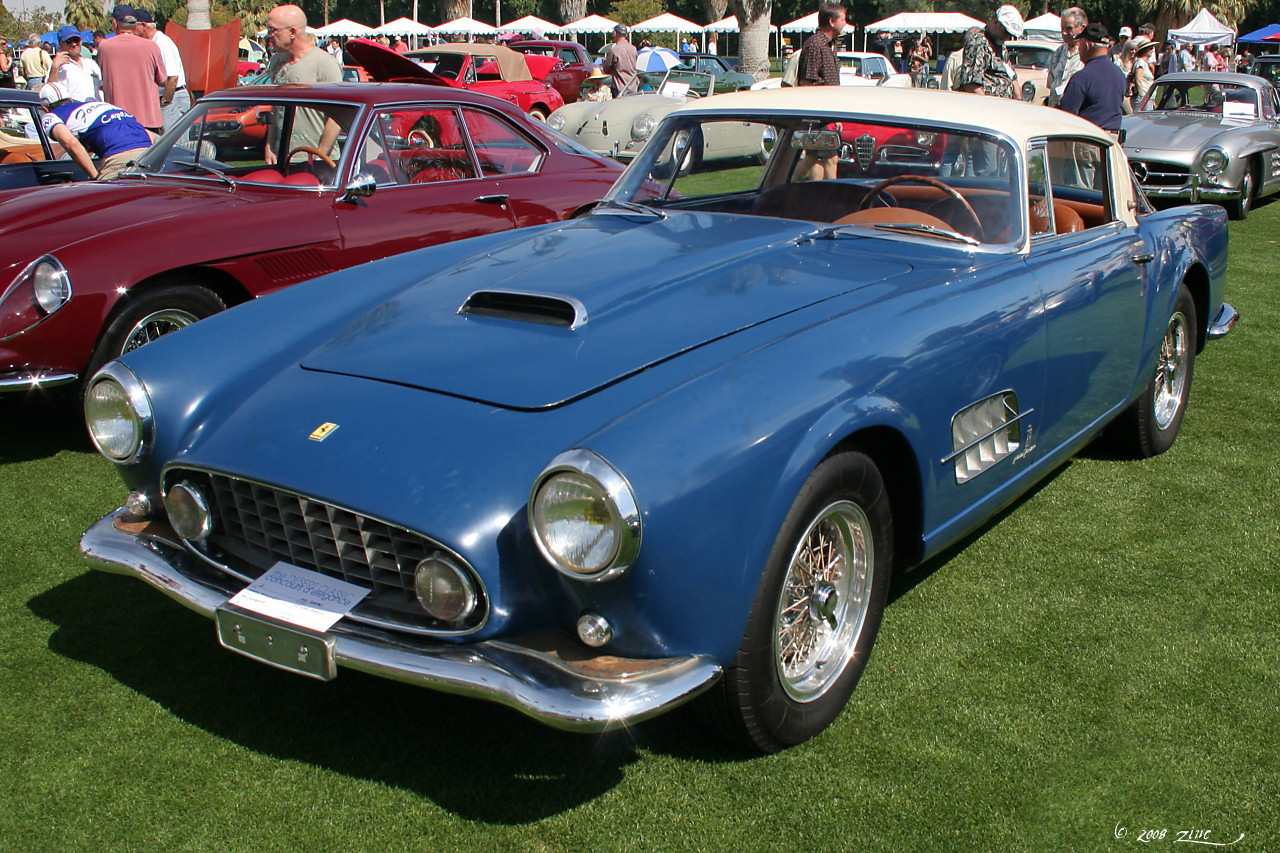
Ferrari 410 Superamerica

Im Frühjahr 1956 erschien mit dem 410 Superamerica der Nachfolger des 375 America. Sein Lampredi-Motor war auf 4962 cm³ vergrößert worden (Tipo 126). Die Leistung lag anfänglich bei 254 kW (340 PS), die bei 6000 Umdrehungen pro Minute anfielen; zum Ende der Produktionszeit kamen die Motoren nach Werksangaben auf 400 PS. Drei Serien sind zu unterscheiden. In der ersten Serie beträgt der Radstand anfänglich 2800 mm; die letzten Erstserienautos haben aber bereits den auf 2600 mm verkürzten Radstand, der später die den Serien 2 und 3 kennzeichnete. Die Karosserien kamen überwiegend von Pininfarina, außerdem aber auch von Boano und Ghia. Der Preis war sehr hoch – mit 16,800 US-Dollar wurde der 410 Superamerica bei der New York Auto Show vom Importeur Luigi Chinetti angeboten.

### 400 Superamerica

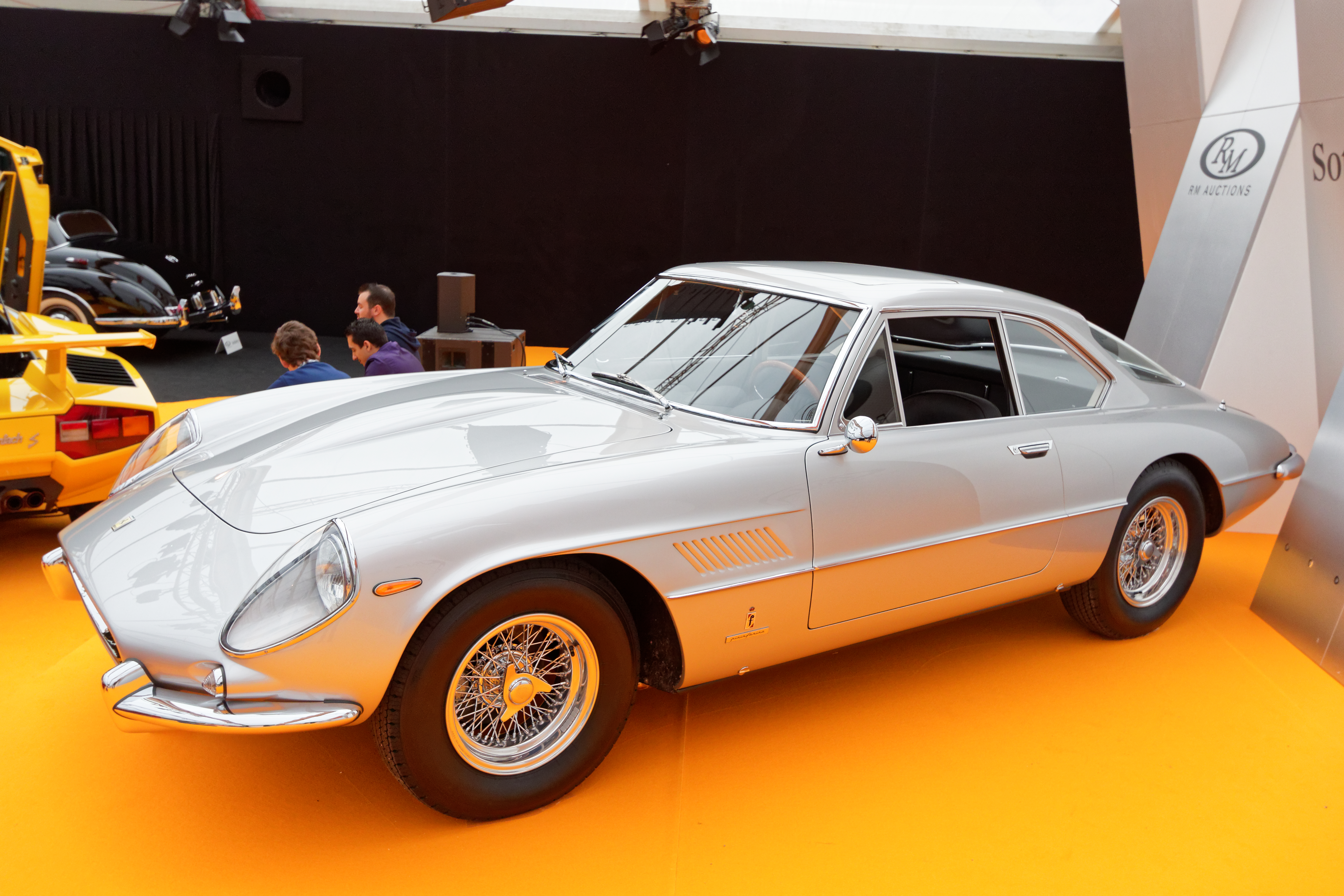
Ferrari 400 Superamerica

Der 400 Superamerica hatte einen kleineren 4,0-l-Colombo-Motor, lieferte aber so viel Leistung wie der Vorgänger. Er erschien 1959, als die Produktion des 410 endete, und war als Coupé, Spider oder Cabriolet mit eigens gefertigter Pinin Farina Karosserie erhältlich. Vierrad Scheibenbremsen waren eine neue Zugabe. 50 Stück der 400 wurden gebaut, bevor der 400 1964 Platz für den Nachfolger machte.

## Konzeptionelle Nachfolger

### 500 Superfast

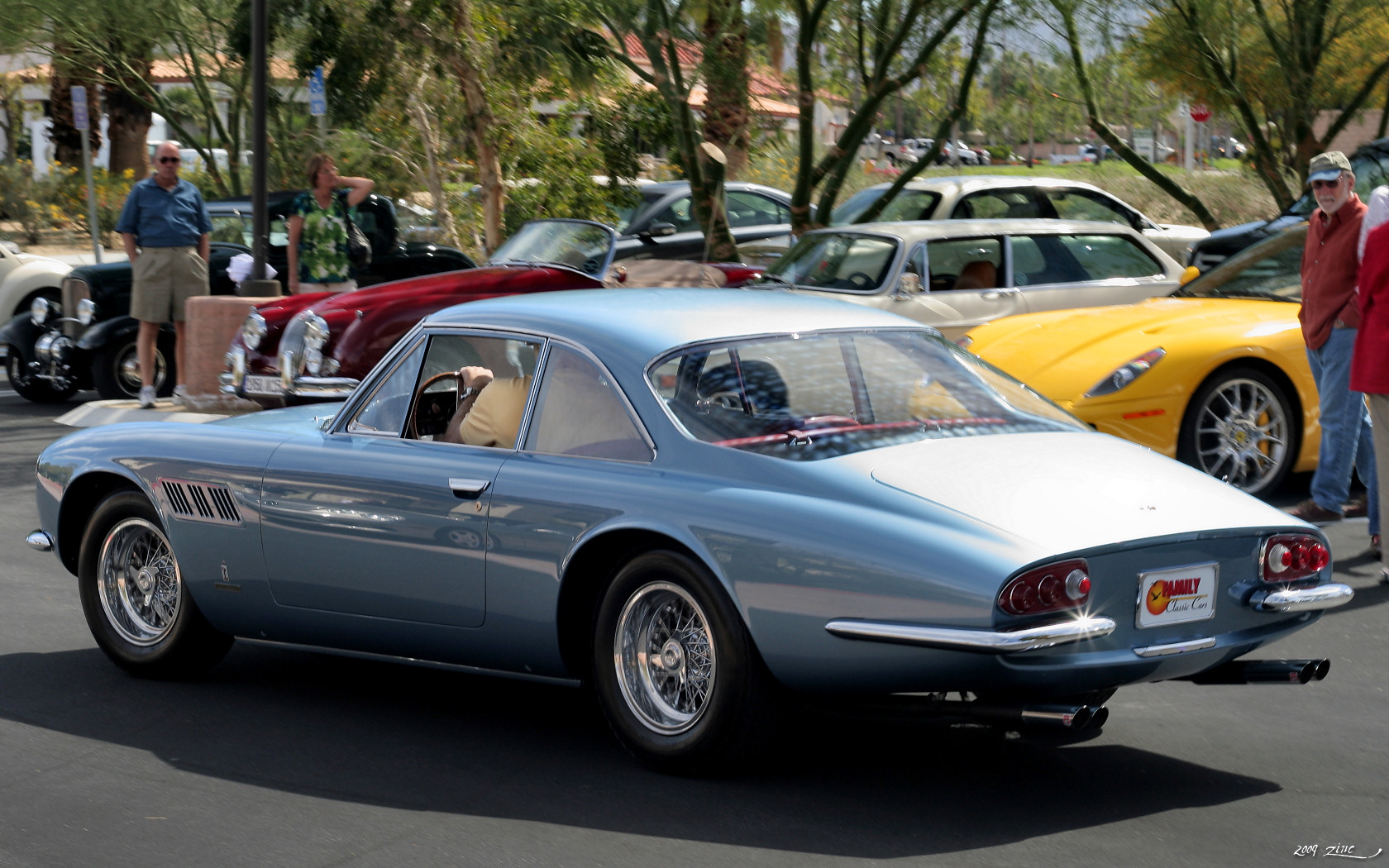
Ferrari 500 Superfast

Das Ende der America Serie war der 1964 gebaute 500 Superfast. Schon früh in ihrer Entwicklung und auch in der Produktion wurden diese Autos „Superamerica“ genannt, aber im letzten Moment wurde das in „Superfast“ („Superschnell“) geändert. Der Motor war wieder ein 5,0-l-Lampredi-Motor, jedoch mit 400 PS (298 kW) waren Geschwindigkeiten von bis zu 274 km/h möglich. Das Chassis basierte auf dem Zeitgemäßen 330 GT 2+2, und die Karosserie wurde wieder von Pinin Farina hergestellt. 37 wurden bis 1966 hergestellt, einschließlich zwölf „Series II“ Modellen, mit einer verbesserten 5-Gang-Schaltung.

### 365 California Spyder

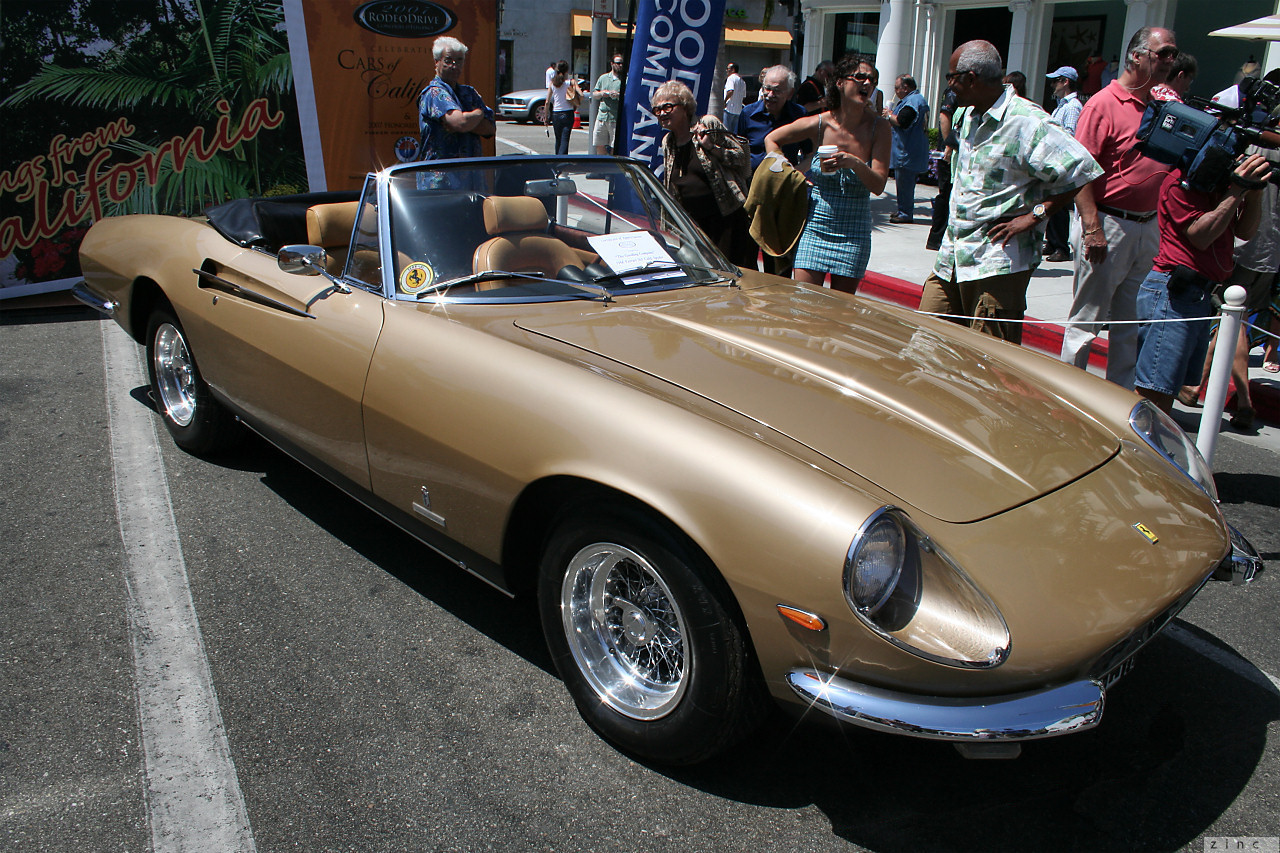
Ferrari 365 California Spyder

Der 1966er 365 California war ein Stiefkind. Er hatte das Chassis des Americas, mit dessen 2650 mm Radstand und Starrachsen Hinterradaufhängung, aber benutzte den 4,4-l-Colombo-V12 der anderen 365 Fahrzeuge. Nur 14 der offenen Roadster wurden gebaut und die Produktion endete 1967.

## Sonderfall Ferrari 330 GT America

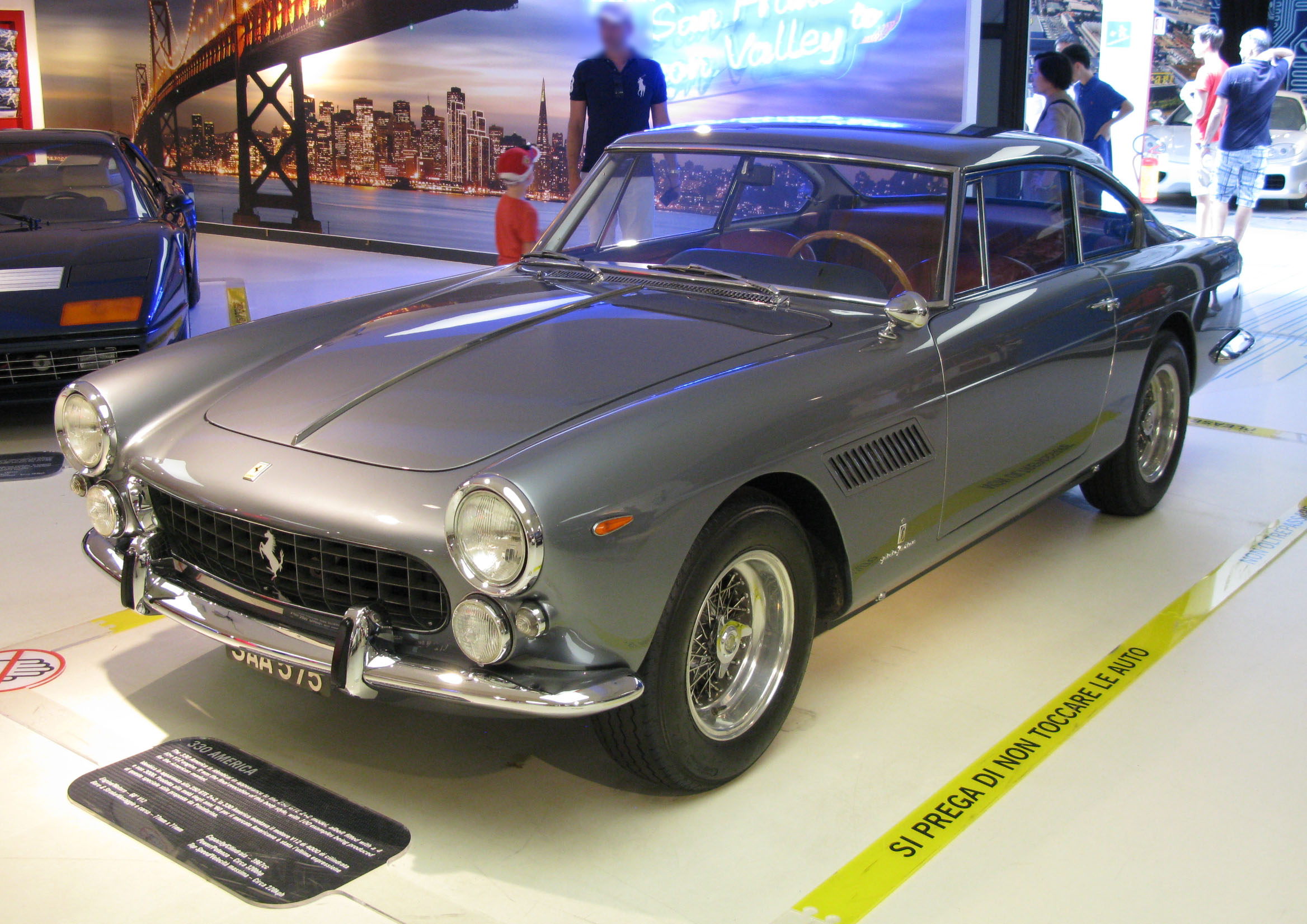
Ferrari 330 GT America

Eine Sonderstellung nimmt der Ferrari 330 GT America ein, der nur dem Namen nach in die America-Reihe gehört, konzeptionell aber nichts mit ihr zu tun hat. Anders als die übrigen America-Modelle ist der 330 GT America kein Sondermodell mit einem Hubraumstarken Motor. Er ist ein Interimsmodell, das 1963 entstand, als Ferrari den Übergang von der mittlerweile veralteten 250-Familie zur 330-Reihe vollzog. 1963 war ein neuer, auf 4,0 Liter vergrößerter Zwölfzylindermotor (Tipo 209) als Nachfolger des 250-Motors bereits einsatzbereit, neue Karosserien für die 330-Reihe waren aber noch nicht fertig. Um den neuen Tipo-209-Motor bereits 1963 in den USA verkaufen zu können, legte Ferrari auf Betreiben seines USA-Importeuers Luigi Chinetti eine Sonderserie auf, die den neuen Motor mit der alten Pininfarina-Karosserie des 250 GTE 2+2 kombinierte. Von diesem kleinen Modell, das parallel zum großen 400 Superamerica angeboten wurde, entstanden 50 Exemplare, die ganz überwiegend in den USA abgesetzt wurden.